# Dagmar Käsling
Dagmar Käsling (n. 15 februarie 1947, Magdeburg, Zona de ocupație sovietică) este o atletă germană ce a reprezentat Republica Democrată Germană, medaliată olimpică. A participat la o ediție a Jocurilor Olimpice (1972) în care a câștigat medalia de aur în proba de 4x400 m.

## Palmares
| An   | Competiție        | Locație                   | Loc | Eveniment | Note    |
| ---- | ----------------- | ------------------------- | --- | --------- | ------- |
| 1972 | Jocurile Olimpice | München, Germania de Vest | 7   | 400 m     | 52,19   |
| 1972 | Jocurile Olimpice | München, Germania de Vest | 1   | 4x400 m   | 3:22,95 |